# Cygne de Dunstable

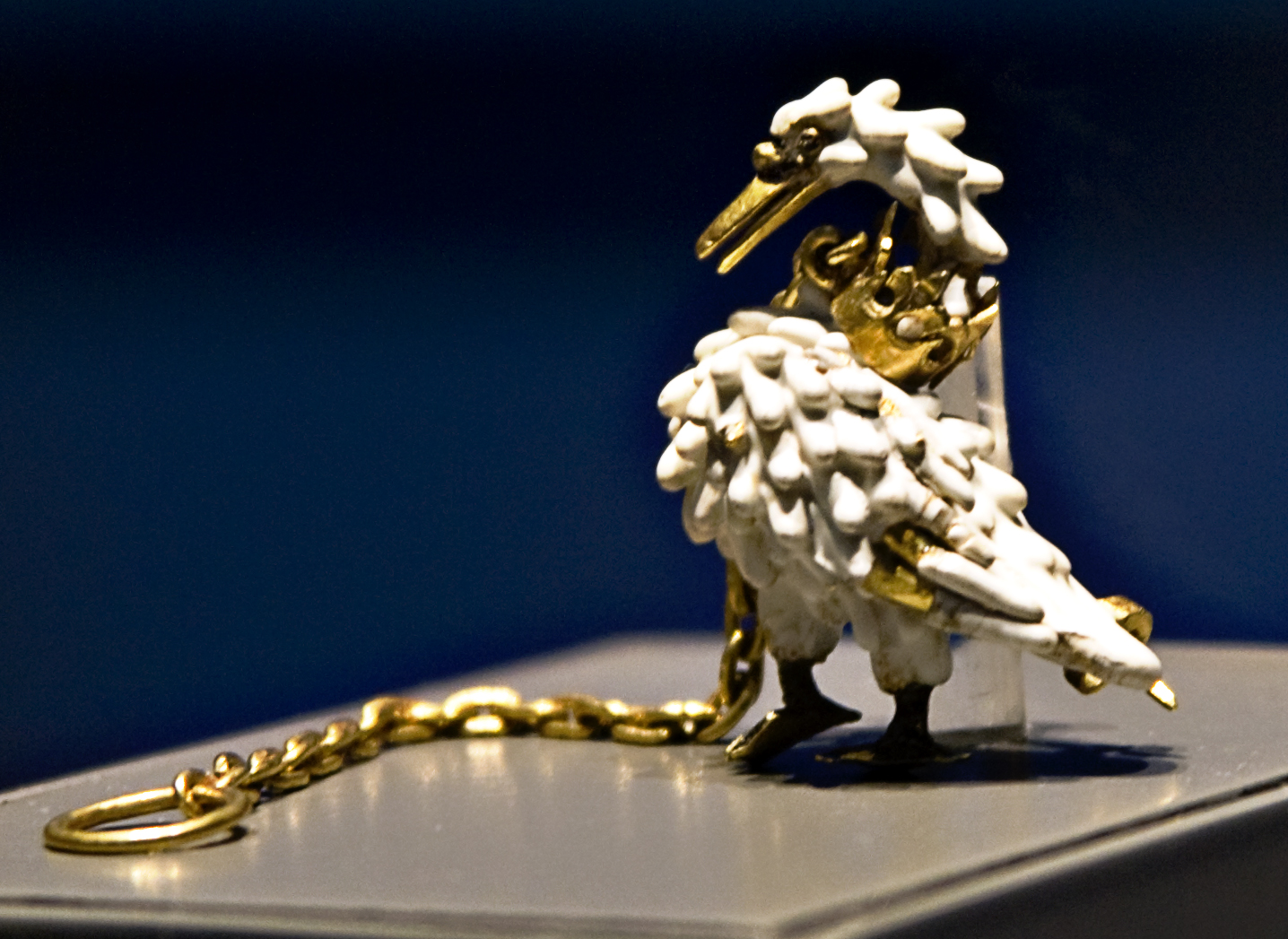
Le Cygne de Dunstable.

Le Cygne de Dunstable (Dunstable Swan Jewel) est une broche en or recouverte d'émail en forme de cygne fabriquée en Angleterre ou en France aux environs de 1400. Ce bijou aurait été conçu comme insigne d'une personne importante, peut-être le futur roi Henri V, devenu prince de Galles l'année précédente.
Le bijou est en forme de cygne, debout ou marchant, colleté d'un collier d'or en forme de couronne royale à six dents en fleur de lys. Une chaîne d'or terminée par un anneau est fixée à la couronne, et sur le côté droit du cygne se trouve une épingle à fermoir permettant de l'agrafer à des vêtements ou à un chapeau. Le cygne mesure 3,2 cm de hauteur et 2,5 cm de large, tandis que la chaîne mesure 8,2 cm de long. Le corps du cygne est en émail blanc et ses yeux sont en émail noir. Il reste également des traces d'émail noir sur les pattes et d'émail rose ou rouge sur le bec.
Ce bijou est un exemple médiéval rare d'émail blanc opaque alors récemment développé et à la mode utilisé sur ronde-bosse recouvrant presque totalement une forme d'or sous-jacente. Il est souvent comparé aux cerfs blancs portés en insigne par le roi Richard II et les anges qui entourent la Vierge Marie sur le Diptyque de Wilton, qui date de la même période.
Découvert en 1965 sur le site de la confrérie dominicaine de Dunstable, dans le Bedfordshire, le Cygne est depuis exposé au British Museum.

## Insignes de livrée
Ce bijou est un vestige unique de la forme la plus coûteuse d'un insigne de livrée (livery badge en anglais), sinon seulement connu par des inventaires et des représentations dans les peintures. Ces insignes existaient sous diverses formes, faits pour une personnalité de premier plan portant son emblème personnel, et donnés à d'autres qui indiquaient en les portant qu'ils étaient ses employés, ses serviteurs, ses alliés ou ses partisans. Ils étaient particulièrement fréquents en Angleterre à l'époque du « féodalisme bâtard » du milieu du XIVe siècle jusqu'à la fin du XVe siècle environ, une période de conflit intense entre factions qui a vu la destitution de Richard II et la guerre des Deux-Roses.
Un insigne somptueux comme ce bijou n'aurait été porté que par la personne dont l'emblème était représenté, les membres de sa famille ou des partisans importants, et peut-être les serviteurs qui étaient régulièrement en contact très étroit avec lui. Cependant, le bijou n'a pas le luxe ultime d'être serti de pierres précieuses, par exemple des yeux en rubis, comme les pierres précieuses sur les pendentifs en forme de lion portés par Sir John Donne et sa femme sur leur portrait par Hans Memling, conservé à la National Gallery de Londres, et comme plusieurs exemples listés sur l'inventaire de 1397 du trésor de Richard II. Sur le Diptyque de Wilton, le propre insigne de Richard a des perles sur les pointes des bois du cerf, qui sont absentes sur les insignes des anges. Le cerf blanc de l'insigne décrit dans l'inventaire du trésor, dont l'exemple peint est peut-être une copie, avait des perles et était assis sur un lit d'herbe en émeraudes, et un insigne en forme de cerf de Richard, inventorié en la possession du duc Philippe le Bon de Bourgogne en 1435, était constitué de 22 perles, deux spinelles, deux saphirs, un rubis et un énorme diamant.
Des formes plus modestes d'insigne ont été plus largement distribués, parfois même très librement, comme les badges et tee-shirts de campagne politique moderne, bien que dans certains pays modernes porter le mauvais badge au mauvais endroit pourrait conduire à se mettre en danger. En 1483, le roi Richard III a commandé 13 000 insignes de futaine (étoffe de coton) avec son emblème, un sanglier, pour l'investiture de son fils Édouard de Middleham en tant que Prince de Galles, un grand nombre fut donné à la population à l'époque. D'autres catégories d'insignes au sanglier qui ont survécu sont des hauts-reliefs en plomb, en argent, et en cuivre doré, ce dernier type ayant été trouvé dans la maison de Richard du Château de Middleham, dans le Yorkshire, et très probablement porté par quelqu'un de sa maison quand il était Duc de Gloucester. Le British Museum possède également un insigne au  cygne plat en plomb avec un bas-relief, typique des insignes métalliques bon marché qui étaient semblables aux insignes de pèlerins également répandus à cette période.

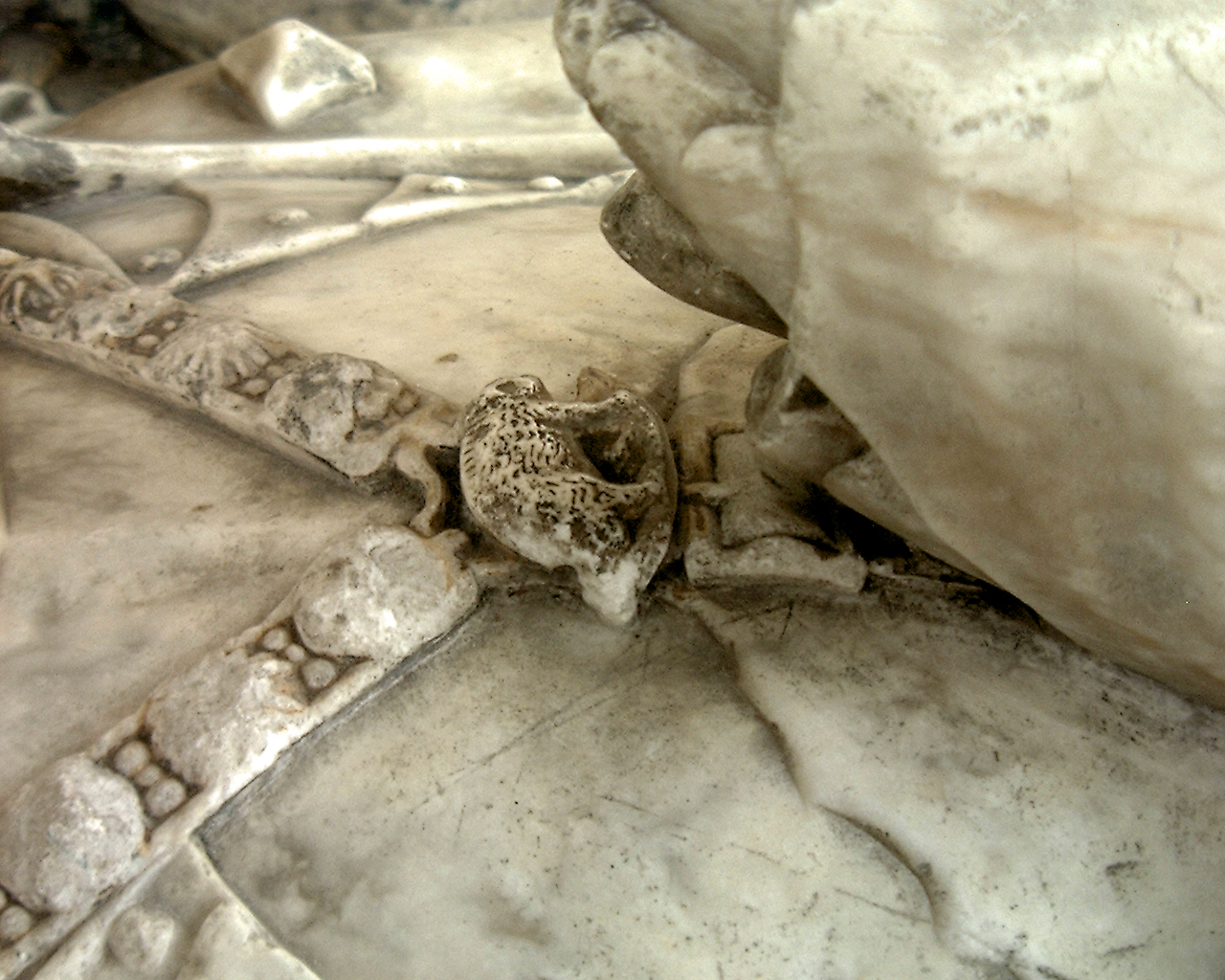
L'insigne au sanglier blanc de Richard III en pendentif sur un collier de livrée de la Maison d'York sur le monument de la tombe de Sir Ralph Fitzherbert (décédé en 1483).

En 1377, quand le très impopulaire oncle du jeune Richard II, Jean de Gand, était régent, un de ses plus de 200 serviteurs, Sir John Swinton, arbora de manière inconsidérée à travers Londres l'insigne de Gand sur un collier de livrée (une innovation de Gand, probablement le Collier de Esses). La foule l'a attaqué, le désarçonnant de son cheval et lui arrachant son insigne, et il a dû être secouru par le maire pour lui éviter de subir de graves blessures. Plus de vingt ans plus tard, après que fils de Gand, Henri IV, ait destitué Richard, l'un des serviteurs de Richard a été emprisonné par Henri pour avoir continué à porter l'insigne de la livrée de Richard. Sur le grand nombre d'insignes de différentes livrées récupérés dans la Tamise à Londres, beaucoup ont été peut-être jetés à la hâte par des serviteurs qui se sont trouvés revêtus de la mauvaise couleur politique à diverses périodes.
Après une apparition apparemment relativement inoffensive sous Édouard III dans un contexte de tournois et de fêtes courtoises, sous le règne de son petit-fils, Richard II, les insignes étaient perçus comme une menace sociale, et étaient « l'une des controverses les plus poursuivies du règne de Richard », du fait qu'ils ont été utilisés pour désigner les petites armées privées de serviteurs gardés par des lords, en grande partie dans le but de faire respecter la volonté de leur maître sur le moins puissant sur son territoire. Bien qu'ils fussent sûrement un symptôme plutôt qu'une cause à la fois de l'intimidation seigneuriale locale et des différends entre le roi et ses oncles et d'autres seigneurs, le Parlement a tenté à plusieurs reprises de limiter l'utilisation des insignes de livrée.
La délivrance des badges par des lords a été attaquée par le Parlement de 1384, et, en 1388, il a fait la demande surprenante que «toutes les livrées appelés insignes [signes], aussi bien celles de notre seigneur le roi que celles d'autres seigneurs... sont supprimées », parce que « ceux qui les portent sont dirigés par une telle arrogance insolente qu'ils ne se privent pas de pratiquer avec une imprudente effronterie divers types d'extorsion dans la campagne environnante… et c'est certainement l'audace inspirée par ces insignes qui les encourage à faire ces choses». Richard a offert de renoncer à ses propres insignes, à la grande joie de la Chambre des Communes d'Angleterre, mais la Chambre des Lords a refusé d'abandonner les leurs, et la question a été enterrée. En 1390, il a été ordonné que personne en dessous du rang de Banneret ne devrait délivrer d'insignes, et personne en dessous du rang de Esquire ne devrait les porter. Le problème fut apparemment mis de côté pendant quelques années, mais, à partir de 1397, Richard a fait produire un nombre croissant d'insignes pour les serviteurs qui se comportaient mal (notoirement ses « archers de Cheshire »), et au Parlement de 1399, après sa destitution, plusieurs de ses principaux supporteurs ont été défendus d'émettre des « insignes d'emblèmes » de nouveau, et une loi a été adoptée permettant seulement au roi (alors Henri IV) de délivrer des insignes, et seulement à ceux du rang équivalent ou supérieur à celui d'écuyer, qui ne devaient les porter qu'en sa présence. À la fin, il a fallu une campagne déterminée d'Henri VII pour éradiquer largement l'utilisation d'insignes de livrée par d'autres que le roi, et les réduire à des choses normalement portées uniquement par les domestiques.

## Le cygne comme emblème

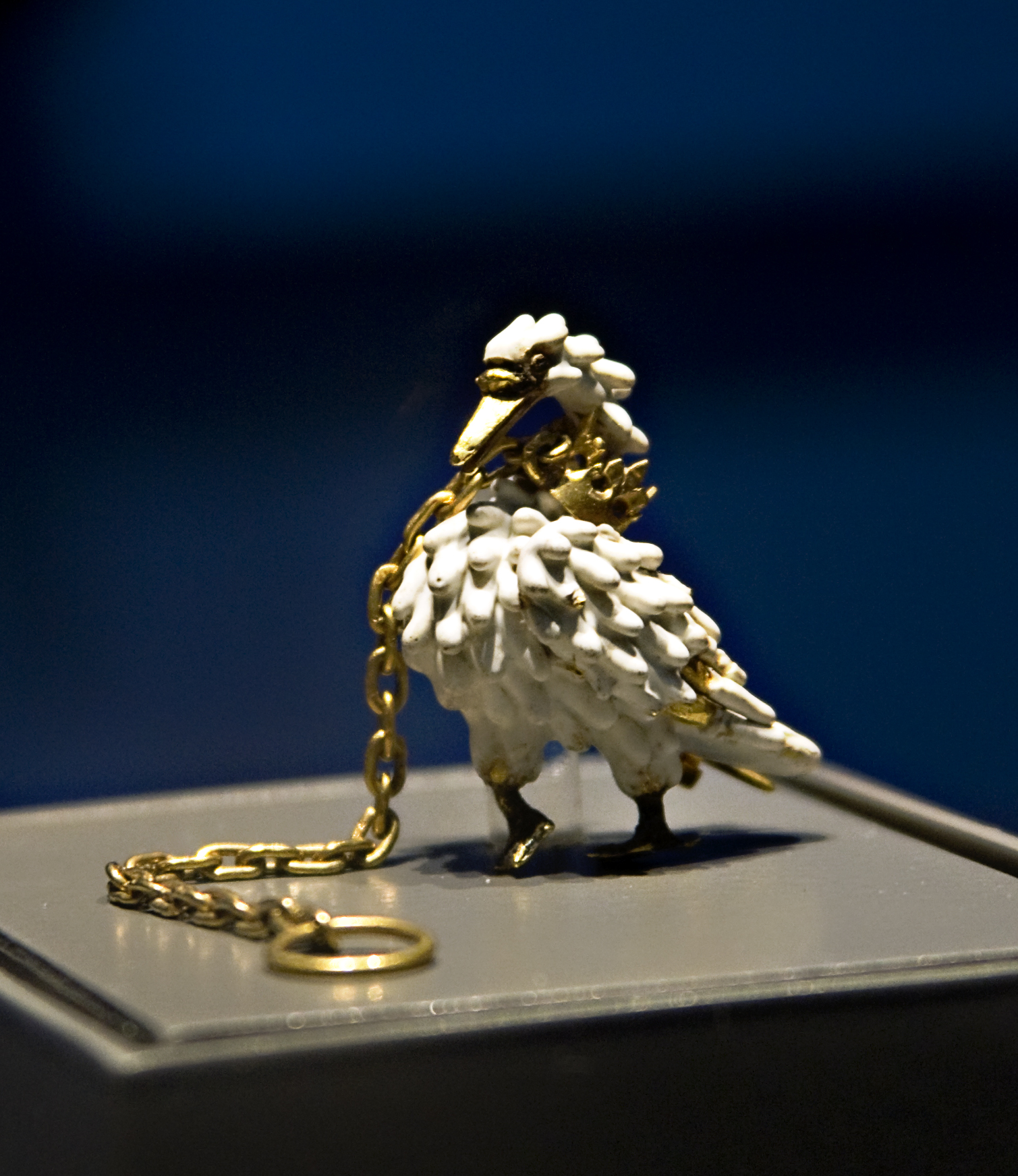
Autre vue

L'utilisation généralisée du cygne comme un insigne dérive en grande partie de la légende du Chevalier au cygne, tiré de Lohengrin, l'opéra le plus connu de Richard Wagner. Un ensemble de chansons de geste en ancien français appelé le Cycle de la croisade avait associé la légende avec les ancêtres de Godefroy de Bouillon (mort en 1100), le héros de la Première croisade. Bien que Godefroy n'eût aucun problème de légitimité, sa famille a eu de nombreux descendants parmi l'aristocratie européenne, dont beaucoup ont fait usage du cygne dans leurs armoiries ou comme un emblème para-héraldique. En Angleterre, ceux-ci comprenaient l'importante famille de Bohun, qui a utilisé le « cygne de Bohun » comme son insigne héraldique ; après le mariage en 1380 de Marie de Bohun (morte en 1394) avec le futur roi Henri IV d'Angleterre, le cygne a été adopté par la maison de Lancastre, qui a continué à l'utiliser pendant plus d'un siècle. Le cygne avec la couronne et la chaîne est associé en particulier à l'utilisation par les Lancastre ; il fait écho à la couronne et la chaîne du cerf blanc de Richard II, qu'il a commencé à utiliser comme un insigne de livrée à partir de 1390. En plus que plusieurs de ses insignes au cerf blanc, l'inventaire du trésor de Richard de 1397 inclut également un insigne au cygne avec une chaîne en or, peut-être arboré par l'un de ses ennemis mentionnés ci-dessus : « Item, un cygne d'or émaillé de blanc avec une petite chaîne d'or autour du cou, pesant 2 onces, valeur, 46s. 8d ». Il a déclaré au Parlement qu'il avait échangé avec ses oncles des livrées comme un signe d'amitié à différents moments de réconciliation.
Après qu'Henri se soit saisi du trône en 1399, l'utilisation de l'emblème du cygne a été transféré à son fils, le futur Henri V, qui a été fait prince de Galles lors du couronnement de son père, et dont la tombe dans l'abbaye de Westminster comprend des cygnes. Il a également été utilisé par son petit-fils Édouard de Westminster, prince de Galles avant sa mort à la bataille de Tewkesbury en 1471. En 1459, la mère d’Édouard, Marguerite d'Anjou, a insisté pour qu'il donne des insignes de livrée au cygne à « tous les messieurs de Cheshire » ; leur type et leur nombre sont inconnus.
Il a également été utilisé par d'autres familles ; le cygne était sur la crête des Beauchamp, Comtes de Warwick, conduisant les partisans de la faction des Lancastre sous Thomas de Beauchamp, 12e comte de Warwick (mort en 1401). Éléonore de Bohun, la sœur de Marie, avait en 1376 également épousé un membre de la famille royale des Plantagenêt, en la personne du plus jeune fils du roi Édouard III d'Angleterre, Thomas de Woodstock, 1er duc de Gloucester (mort en 1397), un autre partisan de premier plan des Lancastre, et l'insigne du cygne a été utilisé par ses descendants Stafford. Marie et Éléonore étaient cohéritières des vastes domaines Bohun et leurs différends sur le règlement de cet héritage se poursuivit jusque loin dans le siècle suivant, alors que la plupart de leurs descendants avaient été tués dans la Guerre des Deux-Roses, peut-être afin d'encourager l'affirmation continue de l'ascendance Bohun.

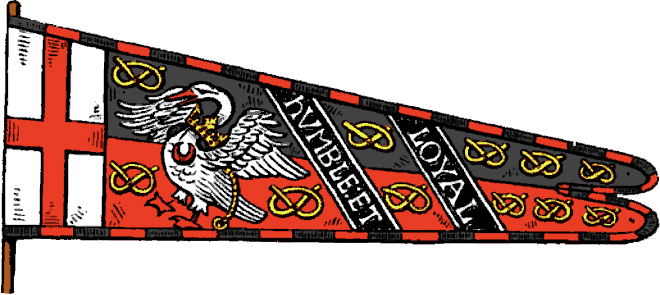
Etendard d'Henry Stafford, 2e duc de Buckingham, vers 1475, représentant le nœud Stafford et le cygne des Bohun.

Henry Stafford, 2e duc de Buckingham, un descendant des Beauchamp, d'Éléonore de Bohun et Thomas de Woodstock, et de Jean de Gand, a utilisé le cygne avec la couronne et la chaîne comme insigne personnel. Il agissait certainement pour tenter d'obtenir les terres des Bohun, et a peut-être bien aussi comploté pour s'emparer du trône, ce pour quoi il a été exécuté en 1483 par Richard III. 

## Lieu et date de production
Un autre utilisateur de l'insigne au cygne vers 1400 était Jean, duc de Berry, le prince Valois qui a commandé deux des œuvres médiévales les plus spectaculaires en émail blanc sur ronde bosse, le Reliquaire de la Sainte Épine, également au British Museum, et le Goldenes Rössl. Il a été considéré comme un possible commanditaire du bijou, auquel cas il est presque certain qu'il aurait été fait à Paris, et aurait pu faire son chemin vers l'Angleterre après y avoir été présenté. Cela aurait aussi pu être le cas s'il a été commandé par un Anglais, surtout une personne royale. Cependant, il existe des dossiers d'orfèvres de Londres ayant produit des œuvres en émail blanc  pour la cour et un reliquaire avec de nombreuses figures en émail blanc sur ronde-bosse, maintenant au Louvre, peuvent avoir été faites à Londres.
D'autres petits bijoux ont survécu en Angleterre qui peuvent avoir été faits à Londres, que ce soit par des orfèvres locaux ou des étrangers connus pour y avoir travaillé.
Les experts ne donnent pas de date plus précise pour le bijou que «vers 1400» ; un plus large éventail d'œuvres du style n'est pas d'une grande aide dans la datation ici. Étant donné le collier royal du cygne, le mariage du futur Henri IV à Marie de Bohun fournit probablement la date la plus ancienne possible. Une date après la prise du trône par Henri IV en 1399, quand son fils aurait pu utiliser le badge, est peut-être plus probable. La technique difficile d'ajout d'éléments dans de nouvelles couleurs n'a pas été perfectionné avant 1400 environ, à Paris. La fixation d'un terminus ante quem est plus difficile, mais l'émail blanc en ronde bosse est devenue moins à la mode après les années 1430 environ. De plus, il n'y avait pas de Prince de Galles entre 1413, lorsque Henry V succéda au trône, et 1454.

## Histoire
Située au carrefour des voies antiques de Watling Street et Icknield Way, à une cinquantaine de kilomètres au nord de Londres, la ville de Dunstable est très fréquentée par les élites au Moyen Âge. Outre les voyageurs de passage, des tournois y sont organisés au moins jusque dans les années 1340, et elle sert de base aux armées de la maison de Lancastre en 1459 et 1461.
Le bijou a été retrouvé en 1965, lors d'excavations menées sur le site de l'ancienne confrérie dominicaine de Dunstable. Il se trouvait dans un dépôt de gravats remontant apparemment à la destruction des bâtiments, survenue après la dissolution des monastères au XVIe siècle. Il s'est probablement retrouvé là involontairement, car il est difficile d'imaginer que quelqu'un puisse jeter un objet d'une telle valeur, ne serait-ce que pour l'or dont il est fait. Le British Museum en fait l'acquisition en 1966 pour la somme de 5 000 £. Cet achat est en partie financé par une subvention du NACF, à hauteur de 666 £, ainsi que par des contributions du Pilgrim Trust et de la Worshipful Company of Goldsmiths. Le bijou est exposé dans la Salle 40.

### Sur le bijou
- "BM database": British Museum collection database The Dunstable Swan Jewel
- "BM Highlights": British Museum Highlights The Dunstable Swan Jewel
- Campbell, Marian. An Introduction to Medieval Enamels, 1983, HMSO for V&A Museum,  (ISBN 0-11-290385-1)
- Cherry, John (1987), in Jonathan Alexander & Paul Binski (eds), Age of Chivalry, Art in Plantagenet England, 1200-1400, Royal Academy/Weidenfeld & Nicholson, London 1987
- Cherry, John (2003), in Marks, Richard and Williamson, Paul, eds. Gothic: Art for England 1400-1547, 2003, V&A Publications, London,  (ISBN 1-85177-401-7) (part of text given on BM database)
- Cherry, John (2010), The Holy Thorn Reliquary, The British Museum Press, 2010,  (ISBN 978-0-7141-2820-7)
- (en) C. L. Matthews, « Excavations on the site of the Dominican Friary, Dunstable 1965 », Mansshead Magazine, no 16,‎ 1966 (lire en ligne)
- (en) Colin Platt, Medieval England: A Social History and Archaeology from the Conquest to 1600 A.D., Routledge, 1994
- Robinson, James.  Masterpieces of Medieval Art, 2008, British Museum Press,  (ISBN 978-0-7141-2815-3)
- Stratford, Jenny, dunst_swan.html The swan badge and the Dunstable Swan, and other pages as specified, in Richard II's Treasure; the riches of a medieval king, website by The Institute of Historical Research and Royal Holloway, University of London, 2007
- Tait, Hugh. Tait, Hugh. Catalogue of the Waddesdon Bequest in the British Museum, 1986, British Museum Press  (ISBN 978-0-7141-0525-3)

### Sur les insignes de livrée
- Brown, Peter. A Companion to Chaucer, Wiley-Blackwell, 2002,  (ISBN 0-631-23590-6), Google books
- Campbell, Lorne. National Gallery Catalogues: The Fifteenth Century Netherlandish Paintings, National Gallery Publications, London, 1998,  (ISBN 1-85709-171-X)
- Castor, Helen. The king, the crown, and the Duchy of Lancaster: public authority and private power, 1399-1461, Oxford University Press, 2000  (ISBN 0-19-820622-4),  (ISBN 978-0-19-820622-4). Google books
- Fox-Davies, Arthur Charles. Heraldic Badges, J. Lane, 1907. Reprint by BiblioBazaar, LLC, 2009,  (ISBN 1-115-79106-0), Google books
- Given-Wilson, Chris, Richard II and the Higher Nobility, in Goodman, Anthony and Gillespie, James (eds): Richard II: The Art of Kingship, Oxford University Press, 2003,  (ISBN 0-19-926220-9), Google books
- Siddons, Michael Powell. Heraldic Badges in England and Wales (partial pdf), 4 vols, Boydell & Brewer, 2009,  (ISBN 1-84383-493-6)
- Steane, John. The Archaeology of the Medieval English Monarchy. Routledge, 1999.  (ISBN 0-415-19788-0) Google books

### Lectures complémentaires
- Cherry, John. "The Dunstable Swan Jewel", Journal of the British Archaeological Association, XXXII, 1969
- Evans, Vivienne (ed). The Dunstable Swan Jewel, Dunstable Museum Trust, 1982
- Gordon, D. Making and meaning: The Wilton Diptych, London: National Gallery, 1993
- Wagner, A. R. "The Swan Badge and the Swan Knight", Archaeologia, 97, 1959